# Chlyklass

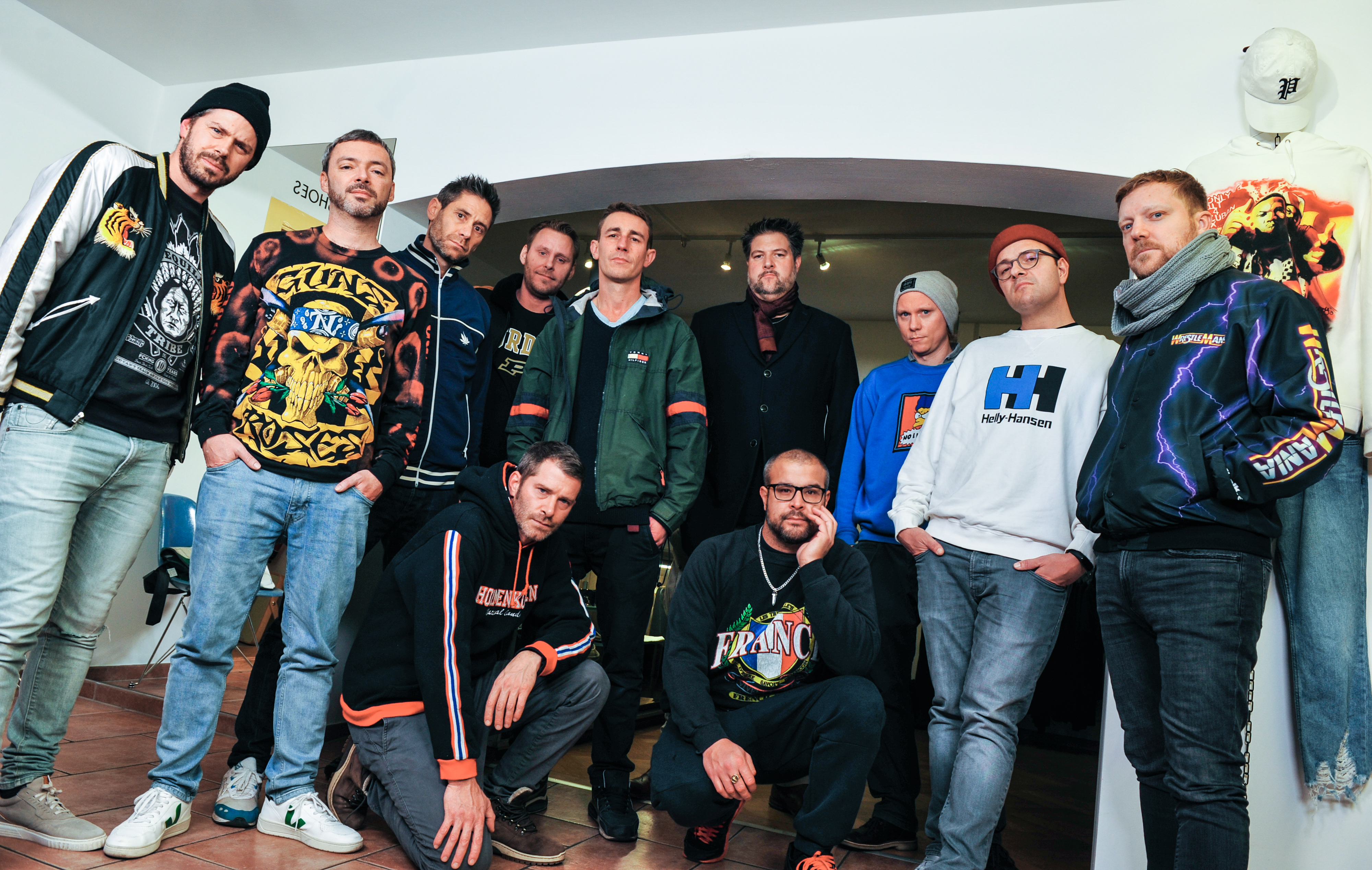
Chlyklass 2019

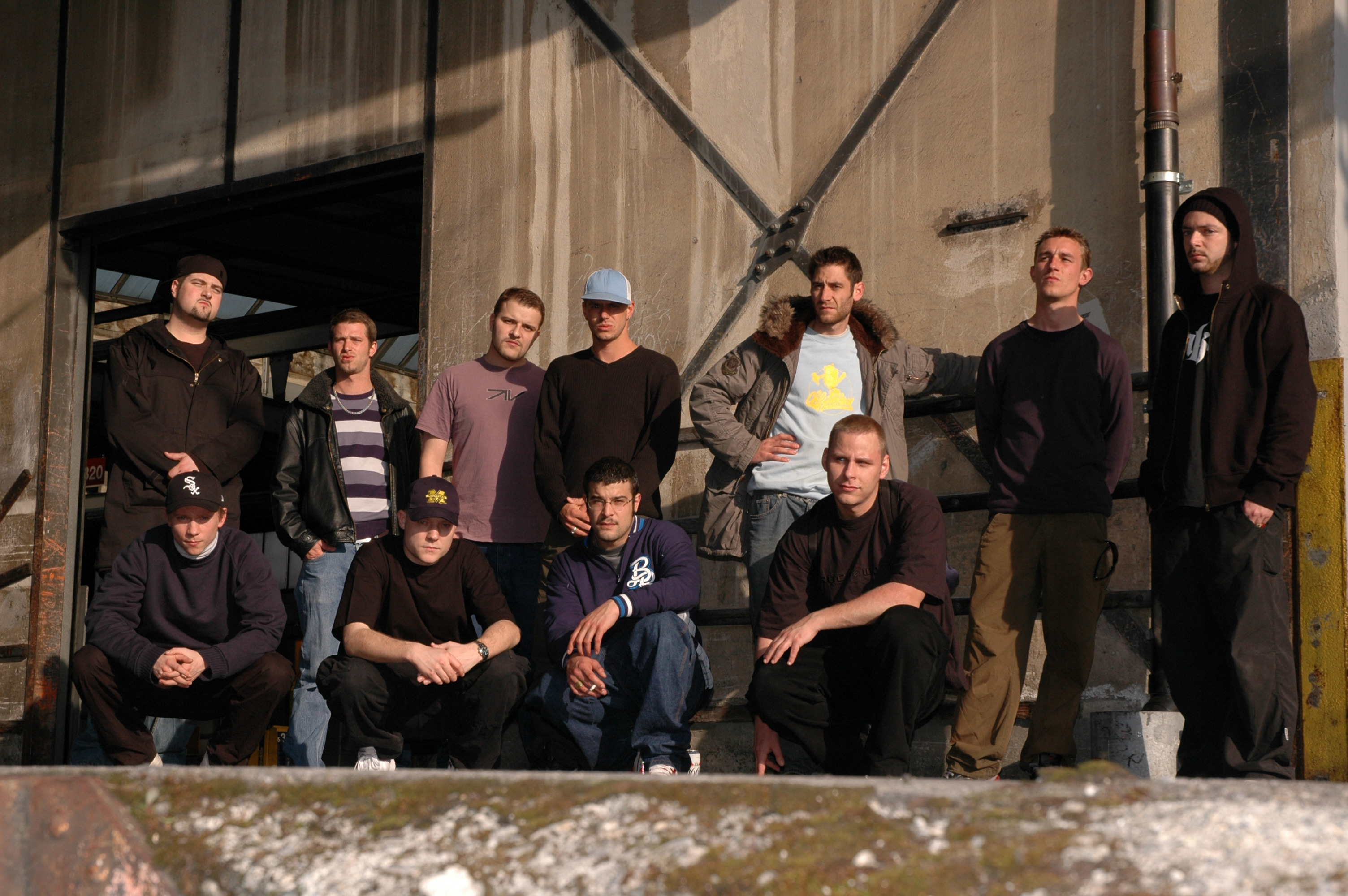
Chlyklass

Chlyklass (Schweizer Mundartwort für «Kleinklasse») ist ein Zusammenschluss Berner Hip-Hop-Bands.

## Geschichte
Die erste Zusammenarbeit erfolgte 1998 durch die beiden Bands PVP und Wurzel 5 auf dem Sampler Rapresent. Im Herbst des gleichen Jahres folgte ein Konzert im Berner Wasserwerk, später eines in Liestal, wo mit Baze unter dem Namen Die goldenen Fünfzehn ein erster gemeinsamer Song präsentiert wurde. Das Kollektiv gab sich daraufhin den Namen Chlyklass. Neben weiteren Auftritten, etwa am Gurtenfestival 1999, in Basel, St. Gallen und Schaffhausen wurde auch ein eigenes Musiklabel namens Chlyklass Records gegründet.
Am 29. November 2019 wurde das Album „Deitinge Nord“ veröffentlicht. Der Albumtitel bezieht sich auf die Autobahnraststätte Deitingen Nord an der A1 zwischen der Anschlussstelle Wangen (42) und der Verzweigung Luterbach (41). „Deitinge Nord“ kann im übertragenen Sinne als Sammel- und Treffpunkt der Bandmitglieder für Auswärtsgigs, gleichzeitig aber auch als Start- und Zielpunkt für musikalische Einflüsse und Entwicklungen Chlyklass´ selbst verstanden werden.
Unter dem Patronat von Chlyklass Records findet jährlich das Ultimate MC Battle im Bierhübeli in Bern statt.

## Mitglieder
- PVP – Krust, Phantwo, Greis & Poul Prügu
- Wurzel 5 – DJ Link, Serej, Tiersch & Diens
- Baze
- DJ Skoob
- Baldy Minder (Management & Booking)

Krust und DJ Skoob sind Brüder, Serej und Diens ebenfalls.

## Diskografie

### Chlyklass Crew-Releases
- 2002 Hersh’n'Bersh (Single, auf Vinyl erschienen und auf 550 Stück limitiert)
- 2005 Ke Summer (Album)
- 2008 Rollin' 500 – Classicos (Album)
- 2015 Wieso immer mir? (Album)
- 2020 Deitinge Nord (Album)